# Флавиан (Митрофанов)
Монах Флавиа́н (в миру Макси́м Вале́риевич Митрофа́нов; род. 17 ноября 1975, Саратов) — бывший архиерей Русской православной церкви, лишённый сана 29 декабря 2020 года; бывший епископ Череповецкий и Белозерский. С декабря 2020 года проживает в Великобритании, имеет британское подданство.

## Биография

### Образование и начало церковного служения
С детских лет посещал храмы Саратова. С 13 лет пел и читал на клиросе.
По окончании средней школы в 1992 году поступил на исторический факультет Саратовского университета, обучение в котором завершил в 1997 году с присуждением квалификации «историк, преподаватель истории».
С сентября 1994 года по август 1996 года преподаватель Закона Божия в 10—11-м классах православной гимназии при Саратовском государственном университете.
В 1994 году поступил в Саратовскую духовную семинарию, полный курс которой окончил в 1997 году.
31 декабря 1995 года архиепископом Саратовским и Вольским Александром (Тимофеевым) в Духосошественском соборе Саратова рукоположён в сан диакона.
13 апреля 1997 года архиепископом Саратовским и Вольским Александром (Тимофеевым) в Духосошественском соборе рукоположён в сан иерея и назначен штатным священником того же собора.
С 1997 года — преподаватель Саратовской духовной семинарии по дисциплинам «Общецерковная история», «История Русской церкви», «История России». В том же году поступил в Московскую духовную академию на сектор заочного обучения.
С 17 сентября 1998 года по 27 ноября 2000 года — штатный священник архиерейского крестового храма во имя иконы Божией Матери «Утоли моя печали».
В 1999 году назначен заведующим сектором заочного обучения и секретарем совета Саратовской духовной семинарии.
В 2000 году архиепископом Саратовским и Вольским Александром (Тимофеевым) назначен проректором по учебной работе Саратовской духовной семинарии с введением в состав епархиального совета Саратовской епархии.
С 27 сентября 2000 года по 2 мая 2001 года — штатный клирик Троицкого храма Саратова.
С 2 мая 2001 года — штатный клирик Духосошественского кафедрального собора Саратова.
В 2002 году окончил Московскую духовную академию с присвоением учёной степени кандидата богословия за диссертацию на тему: «Жанр Святочного рассказа в русской литературе 19-го века».
В 2004 году назначен председателем епархиальной комиссии по канонизации подвижников благочестия Саратовской епархии.
В ноябре 2007 года председателем отдела внешних церковных связей Московского патриархата митрополитом Смоленским и Калининградским Кириллом направлен в распоряжение управляющего Сурожской епархии епископа Богородского Елисея (Ганабы).
С 1 декабря 2007 года — штатный клирик Успенского кафедрального собора Сурожской епархии.
В 2009 году принимал участие в организации прихода Сурожской епархии в городе Кингстон-апон-Халл (включён в состав Сурожской епархии решением Священного синода от 31 мая 2010 года) и служил в Покровском ставропигиальном храме в Манчестере.
В 2010 году назначен председателем отдела религиозного образования и молодёжной работы Сурожской епархии.
16—18 ноября 2010 года принимал участие в работе IV Всецерковного съезда епархиальных миссионеров Русской православной церкви.
25 апреля 2011 года в понедельник Светлой седмицы архиепископом Елисеем (Ганабой) возведен в сан протоиерея.
В середине 2013 году назначен главой отдела по работе с координационным советом соотечественников в Великобритании.
30 ноября 2013 года на епархиальном собрании Сурожской епархии введён в состав епархиального совета Сурожской епархии.
28 марта 2014 года принял участие в организации Первого молодёжного форума стран СНГ в Лондоне.
14 августа 2014 года принят в клир Вологодской епархии. 17 августа совершил последнюю литургию в Успенском кафедральном соборе.
19 августа 2014 года епископом Вологодским и Великоустюжским Игнатием (Депутатовым) пострижен в монашество с именем Флавиан в честь святителя Флавиана, патриарха Константинопольского, исповедника.
19 августа 2014 года назначен благочинным приходов Череповецкого округа Вологодской епархии и настоятелем храма Рождества Христова в Череповце.
19 августа 2014 года назначен проректором по научной работе Вологодского духовного училища.
25 августа 2014 года назначен председателем отдела религиозного образования и катехизации Вологодской епархии.

### Архиерейство
23 октября 2014 года решением Священного синода Русской православной церкви избран епископом Череповецким и Белозерским. 25 октября епископом Вологодским и Кирилловским Игнатием (Депутатовым) был возведён в сан архимандрита. 11 ноября в крестовом храме в честь Владимирской иконы Божией Матери Патриаршей резиденции в Чистом переулке города Москвы состоялось наречение архимандрита Флавиана во епископа Череповецкого и Белозерского. 23 ноября в храме Христа Спасителя был рукоположён во епископа Череповецкого и Белозерского. Хиротонию совершили патриарх Кирилл, митрополит Санкт-Петербургский и Ладожский Варсонофий (Судаков), митрополит Минский и Заславский Павел (Пономарёв), митрополит Белгородский и Старооскольский Иоанн (Попов), митрополит Ахалкалакский и Кумурдойский Николай (Пачуашвили) (Грузинская православная церковь); митрополит Екатеринбургский и Верхотурский Кирилл (Наконечный), митрополит Ставропольский и Невинномысский Кирилл (Покровский), митрополит Вологодский и Кирилловский Игнатий (Депутатов), архиепископ Элистинский и Калмыцкий Юстиниан (Овчинников), архиепископ Сурожский Елисей (Ганаба), архиепископ Южно-Сахалинский и Курильский Тихон (Доровских), епископ Солнечногорский Сергий (Чашин), епископ Губкинский и Грайворонский Софроний (Китаев), епископ Саянский и Нижнеудинский Алексий (Муляр), епископ Смоленский и Вяземский Исидор (Тупикин), епископ Колпашевский и Стрежевский Силуан (Вьюров), епископ Костромской и Галичский Ферапонт (Кашин), епископ Ахтубинский и Енотаевский Антоний (Азизов), епископ Костомукшский и Кемский Игнатий (Тарасов), епископ Мичуринский и Моршанский Гермоген (Серый), епископ Рубцовский Роман (Корнев), епископ Ишимский и Аромашевский Тихон (Бобов), епископ Калачевский и Палласовский Иоанн (Коваленко), епископ Лысковский и Лукояновский Силуан (Глазкин), епископ Каменский и Алапаевский Мефодий (Кондратьев), епископ Сарапульский и Можгинский Викторин (Костенков), епископ Троицкий и Южноуральский Григорий (Петров), епископ Армавирский и Лабинский Игнатий (Бузин), епископ Кузнецкий и Никольский Нестор (Люберанский), епископ Норильский и Туруханский Агафангел (Дайнеко), епископ Шахтинский и Миллеровский Симон (Морозов).
29 июля 2017 года решением Священного синода (журнал № 59) назначен сопредседателем двусторонней комиссии по диалогу между Русской православной церковью (РПЦ) и Сиро-яковитской церковью (сопредседательствовал в комиссии до дня извержения из сана).
7—10 декабря 2017 года в городе Череповце (Вологодская область) состоялось первое заседание комиссии по диалогу между РПЦ и Сиро-яковитской церковью под сопредседательством епископа Флавиана.
23—27 июля 2018 года в Сент-Луисе (США) прошёл XIX Всеамериканский собор Православной церкви в Америке, в котором епископ Флавиан принял участие в качестве представителя РПЦ.
18—22 февраля 2019 года в административной резиденции патриархов Сирийской православной церкви в Атшане (Ливан) состоялось второе заседание комиссии по диалогу между РПЦ и Сирийской православной церковью.
Сам он в декабре 2020 года так оценивал свои заслуги: «Я принял епархию, где не было ни одного монастыря, приходов было два десятка, священников столько же. Через пять лет там было три действующих монастыря, 30 монашествующих [священников], причём монастыри активно восстанавливались. Количество приходов увеличилось с 20 до 100, священников — до 75». Вместе с тем, в решении Священного Синода от 29 декабря 2020 года отмечается: «в период управления епископом Флавианом Череповецкой епархией привлеченными им лицами была организована обманная, а в некоторых случаях и кощунственная деятельность, имевшая целью получение средств от приходов и прихожан. Как следует из имеющихся материалов дела и из публичных заявлений епископа Флавиана, часть этих средств направлялась ему лично, из чего следует, что епископ Флавиан покровительствовал упомянутой деятельности».

### Извержение из сана и бегство в Великобританию
По сообщению СМИ, в начале февраля 2020 года сотрудники отдела по борьбе с незаконным наркооборотом ФСБ провели обыски в квартире Флавиана в Санкт-Петербурге, где постоянно проживал 22-летний мужчина по имени Каин Монтанелли.
23 марта 2020 года стало известно, что епископ Флавиан попросил отправить его на покой по состоянию здоровья.
25 августа 2020 года Священный синод освободил его от управления Череповецкой епархией, определив ему местом пребывания Павло-Обнорский монастырь Вологодской епархии под наблюдением и духовным попечением Преосвященного Вологодского. Священный синод постановил передать дело епископа Флавиана на рассмотрение в Высший общецерковный суд.
8 декабря 2020 Священным синодом РПЦ запрещён в священнослужении «без права ношения панагии, архиерейских одежд и мантии, а также использования любых других знаков архиерейского достоинства, вплоть до вынесения Высшим Общецерковным Судом определения по его делу». Заместитель управляющего делами Московской патриархии епископ Савва (Тутунов) пояснил, что «епископа Флавиана запретили в священнослужении из-за нарушения предыдущих постановлений Синода. Даты проведения церковного суда над ним пока неизвестны».
Несмотря на указания Синода, епископ Флавиан не только не вернулся в монастырь, но, как выяснилось, отбыл в Великобританию, не имея на то благословения священноначалия. 15 декабря 2020 года на сайте Радио «Свобода» был опубликован материал на основе интервью, данного радиостанции Митрофановым, из которого следовало: 2 декабря в его квартире опять прошёл обыск, в ходе которого Митрофанов был задержан; арестованный сообщник Каина Монтанелли, ранее занимавшегося эскорт-услугами (интимный характер отношений с Монтанелли Митрофанов отрицал), обвинил его в финансировании изготовления наркотиков для сбыта; в ходе следствия оперативник ФСБ потребовал от него сотрудничества; отказавшись от сотрудничества «с организацией, у которой руки по локоть в крови русских священников и русских людей», Флавиан бежал из России в Лондон.
На судебном заседании Священного синода, состоявшемся 29 декабря 2020 года, было принято решение извергнуть его из священного сана. Никак официально не отреагировал на данное синодальное решение.